# 22R-羟基胆固醇
22R-羟基胆固醇（英語：22R-Hydroxycholesterol）是一种内源性的胆固醇代谢中间产物，参与甾体激素的生物合成。 胆固醇被细胞色素P450家族的CYP11A1胆固醇侧链裂解酶（P450scc）羟基化形成22R-羟基胆固醇，之后再次被P450scc 羟基化为20α,22R-二羟基胆固醇，最后再被P450scc裂解20和22号碳原子之间的C-C键成为21个碳原子的孕烯醇酮，作为甾体激素的前体物质。
22R-羟基胆固醇也是肝X受体的激动剂。